# 王積
王積（1490年—1567年），字子崇，號虛齋，揚州府儀真縣人，南直隶太仓卫（今江蘇太倉縣）軍籍，明朝政治人物。

## 生平
正德十四年（1519年）己卯科應天府乡试第一百四名举人，十六年（1521年），登辛巳科二甲第四名進士，初授兵部主事，以方便养親，乞求任职南京，任武库司员外郎，升郎中。累官廣東參議，因丁憂歸鄉。服闕補官，但是因為恥于求門，久不得調用，以至於自給鬻衣，上書乞求歸鄉。授陝西參議，遷山東左參議，十八年十一月升貴州按察司副使，升湖廣参政，二十二年十一月因监贵州乡试時出错，被降三级，贬两浙盐运司副使。二十五年升河南副使，歷遷福建参政，辅佐巡抚朱某破倭寇。晋福建左布政使，二十九年十一月升都察院右副都御史、巡撫山東。三十一年（1552年）正月官至南京兵部右侍郎，三月以眼病乞致仕，居家十七年卒，年七十八歲。

## 家族
曾祖王海。祖父王原。父王成。母萧氏。具庆下。弟和、穆、种、科、秩。